# 城戸清種
城戸 清種（きど きよたね）は、戦国時代から江戸時代前期にかけての武将。

## 生涯
城戸知正の長男。父豊前守知正の武勇談や自らの見聞等を元和元年（1615年）に記した『豊前覚書』は、立花道雪、宗茂父子等の事績を集大成した『橘山遺事』など、多数の古文書にも引用される基本文献として珍重されている。
天正10年（1582年）、道雪が立花城で催した立花名跡承継の祝宴に列席を許された（『立花家旧記』）。天正14年（1586年）に立花城を包囲していた島津軍の撤退時には僅かの兵で追撃を掛け、高鳥居城攻撃では島津勢150の首をとった。慶長5年（1600年）の関ヶ原の戦いでの敗戦により、立花家が改易された後、筑前に戻っていたが、大坂の陣では立花軍に参陣し、その後柳河藩に帰参した。

## 関連書籍
- 城戸清種著、川添昭二校訂『筑前博多史料豊前覚書』文献出版、1980年